# Leohumicola minima
Leohumicola minima är en svampart som först beskrevs av de Hoog & Grinb., och fick sitt nu gällande namn av Seifert & Hambl. 2005. Leohumicola minima ingår i släktet Leohumicola, klassen Leotiomycetes, divisionen sporsäcksvampar och riket svampar.   Inga underarter finns listade i Catalogue of Life.